# André Ernest Modeste Grétry
André Ernest Modeste Grétry (Luik, doopdatum 11 februari 1741 - Montmorency, 24 september 1813) was een Luiks-Franse componist die voornamelijk bekend is door zijn talrijke opéras comiques.

## Levensloop

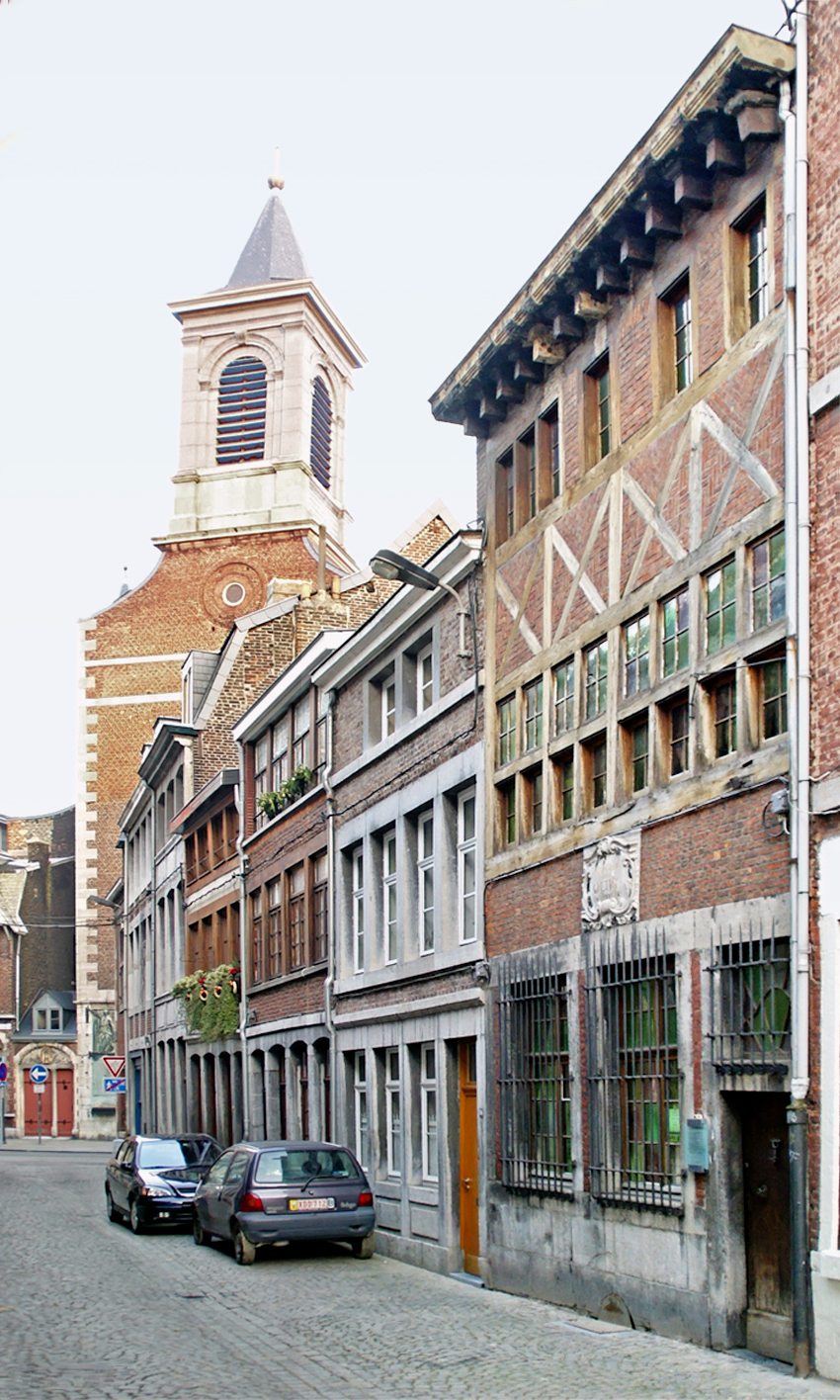
Geboortehuis en nu museum Grétry in Luik

Vader François (Franciscus) Gretrij/Gretry en zijn moeder Marie Jeanne (Maria Joanna) Defossez lieten hun zoon op 11 februari 1741 dopen in de Notre-Dame-aux-Fonts. Grétry ontving zijn eerste muziekonderricht van zijn vader (geboren in 1714), een beroepsviolist verbonden aan de Saint-Martinkerk te Luik. De jonge Grétry was amper zes toen hij koorzanger werd in de collegiale kerk Saint-Denis te Luik.
Met een grote mis (1758) oogstte Grétry grote bijval; deze compositie leverde hem een studiebeurs op die hem in staat stelde in Italië verder te studeren. Tussen 1760 en 1766 verbleef Grétry te Rome en Bologna. In Rome was hij leerling van Giovanni Battista Casali, kapelmeester van de Sint-Jan van Lateranen, en in Bologna van de beroemde Padre Martini die ook Mozart les gaf.

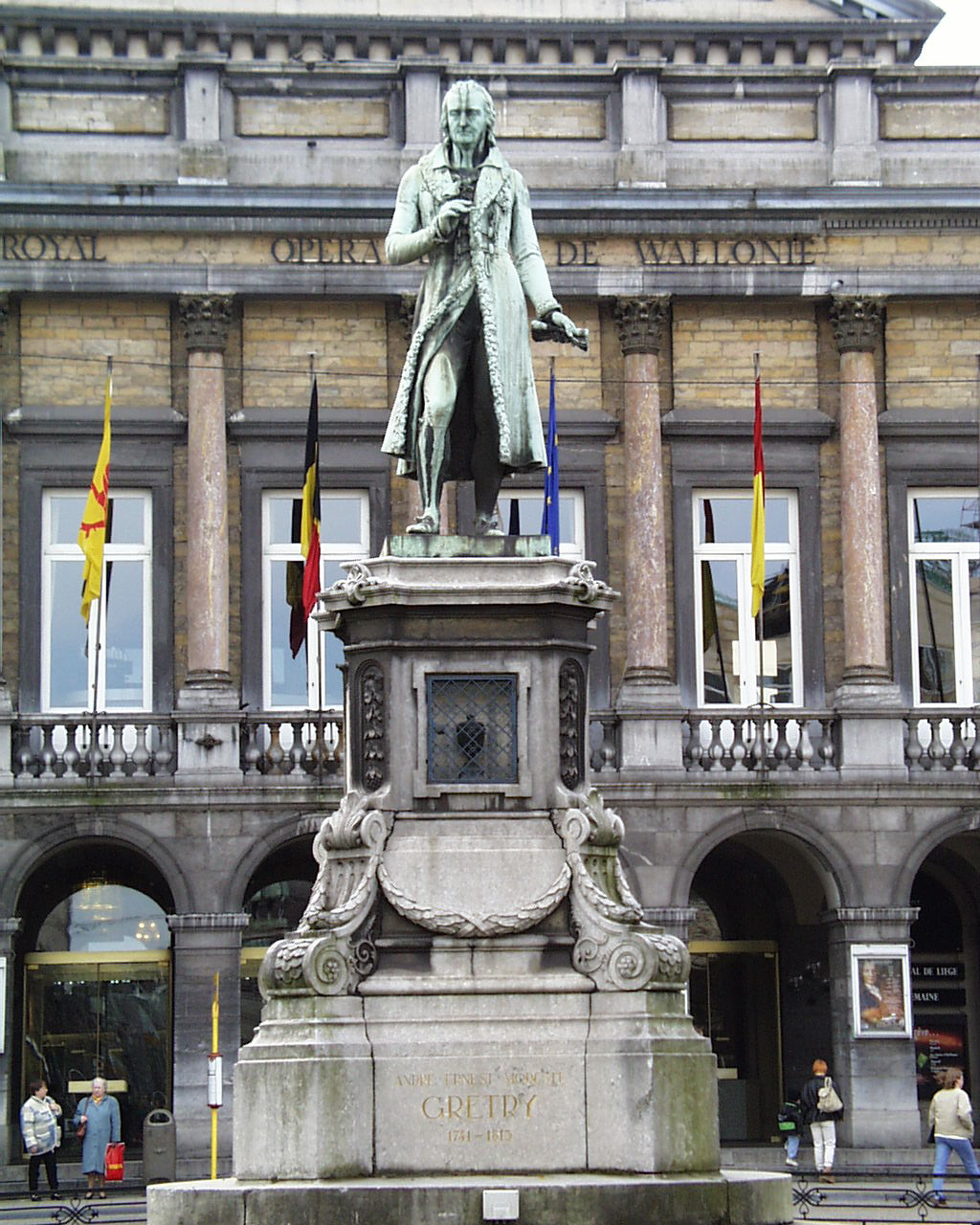
André Ernest Modeste Grétry standbeeld in Luik

In Italië schreef Grétry veel religieuze werken ('Dixit Dominus', 'De Profundis'), en een set strijkkwartetten die later in Parijs als zijn opus 3 gepubliceerd zouden worden. Tijdens zijn laatste jaar in Rome kreeg hij van het Aliberti Theater de opdracht een opera te componeren voor carnaval: dit werd 'Le Vendemmiatrice' (1765).
In Genève ontmoette Grétry Rousseau en Voltaire. De laatste raadde hem met klem aan in Parijs te gaan werken.
In 1767 vestigde hij zich in de Franse hoofdstad, waar zijn eigenlijke muzikale loopbaan begon. Zijn eerste opera daar was 'Les Mariages samnites' (1768, herwerkt 1776). Dit werd een fiasco, maar dit belette Mozart niet in 1786 een reeks van acht variaties te schrijven op de aria 'Dieu d'amour' uit dit werk (KV 352/374c). Met zijn volgende composities oogstte Grétry meer succes en spoedig werd hij een van de meeste geliefde theatercomponisten. Hij blonk vooral uit in het genre van de opéra comique en werd een graag geziene gast aan het Franse hof. Koningin Marie-Antoinette werd zelfs doopmeter van een van zijn dochters. Na de Franse Revolutie wist Grétry via handige manoeuvres in de gunst te komen van het nieuwe bewind. Zo was hij een van de allereersten die door Napoleon benoemd werd tot Ridder in het Legioen van Eer (1795)
Hij was nauw betrokken bij de oprichting van het vermaarde Conservatoire national supérieur de musique in 1795 en werd er een van de vijf onderwijsinspecteurs.
In zijn laatste levensjaren wijdde Grétry zich meer aan literatuur en wijsbegeerte. Hij werd begraven op het Parijse kerkhof Père-Lachaise, maar zijn hart werd overeenkomstig zijn laatste wilsbeschikking naar zijn geboortestad Luik overgebracht waar het thans rust onder het Grétrystandbeeld voor de Luikse koninklijke opera.
Grétry schreef 66 opera's. De meeste ervan, zoals L'amant Jaloux (1779), Richard Coeur de Lion (1784), Zémire et Azor (1771) en Lucille (1770), zijn meesterwerken en hadden veel succes in hun tijd. De ingelaste balletmuziek heeft vaak een Mozartiaanse distinctie.
Ook Grétry's Mémoires worden om hun degelijkheid nog graag gelezen.

## Composities

### Werken voor orkest
- 1766 6 sinfonie
- 1769 Sinfonia, voor 2 hobo's en strijkers
- 1781 Ronde pour "Electre" ou Oreste

### Werken voor harmonieorkest
- 1775 Céphal et Procris, suite in vier delen
  1. Gigue
  2. Menuet
  3. Gavotte
  4. Tambourin
- 1799 Ronde pour la Plantation de l'Arbre de la Liberte
- Dorpsdansen (Danse villagoise), voor harmonieorkest - bewerkt door Jos Moerenhout
  1. Moderato
  2. Andante (Thema 1 - Thema 2 - Variatie thema 2 - Thema 3)
  3. Moderato
  4. Andante
  5. Allegro

### Missen en gewijde muziek
- 1758 Grote mis
- 1760 O salutaris hostia, voor 5 zangstemmen en orgel
- 1762 De profundis
- 1762 Confitebor tibi Domine, voor 4 zangstemmen en orkest
- 1762 Dixit Dominus, voor 4 zangstemmen en orkest
- 1765 Mirabilis Deus
- 1765 Laetatus sum, voor sopraan en orkest - première: Basiliek van Onze-Lieve-Vrouw-Tenhemelopneming, Maastricht
- 1765 Laudate Dominum in sanctis ejus, voor sopraan en orkest - première: Basiliek van Onze-Lieve-Vrouw-Tenhemelopneming, Maastricht

### Cantates
- Cantate pour célébrer la naissance du premier enfant de Monsieur et Madame de La Ferté «Quels accords ravissants», voor 3 sopranen, 4 zangstemmen en orkest

### Muziektheater

#### Opera's
| Voltooid in | titel | aktes             | première | libretto |
| ----------- | --- | ----------------- | --- | --- |
| 1764/1765   | La Vendemmiatrice | 2 intermezzi      | Carnaval 1765, Rome, Teatro Albert | niet bekend |
| 1766        | Isabelle et Gertrude ou Les Sylphes supposés | 1 akte            | december 1766, Genève | Charles-Simon Favart, naar Voltaire «Gertrude ou De l'éducation d'une fille»                                       |
| 1768        | Les Mariages samnites | 1 akte            | januari 1768, Parijs, Prince de Conti | P. Légier, naar «le château du prince de Conti» van Jean-François Marmontel                                        |
| 1768        | Le Connaisseur | 3 aktes           | niet uitgevoerd | Jean-François Marmontel                                                                                            |
| 1768        | Le Huron | 2 aktes           | 20 augustus 1768, Parijs, Comédie-Italienne | Jean-François Marmontel, naar «L'Ingénu» van Voltaire                                                              |
| 1768-1769   | Lucile | 1 akte            | 5 januari 1769, Parijs, Comédie-Italienne | Jean-François Marmontel, naar «L’école des pères»                                                                  |
| 1769        | Le Tableau parlant | 1 akte            | 20 september 1769, Parijs, Comédie-Italienne | Louis Anseaume |
| 1769        | Momus sur la terre | Proloog           | 1769, Chateau de la Roche-Guyon | Claude-Henri Watelet                                                                                               |
| 1770        | Silvain | 1 akte            | 19 februari 1770, Parijs, Comédie-Italienne | Jean-François Marmontel, naar Salomon Gessner, «Erast»                                                             |
| 1770        | Les Deux Avares | 2 aktes           | 27 oktober 1770, Fontainebleau; gerevideerde versie: 6 december 1770, Parijs, Comédie-Italienne; 2e gerevideerde versie: 6 juni 1773 Parijs, Comédie-Italienne                             | Charles Georges Fenouillot de Falbaire                                                                             |
| 1770        | L'Amitié à l'épreuve; rev. versie: «Les vrais amis, ou L’amitié à l’épreuve» | 2 aktes           | 13 november 1770, Fontainebleau; gerevideerde versie: 24 oktober 1786, Fontainebleau; 2e gerevideerde versie: 30 oktober 1786, Parijs, Comédie-Italienne                                   | Charles-Simon Favart en Claude Henry Fusée de Voisenon, naar Jean-François Marmontel «Contes moraux» (1761)        |
| 1771        | L'Ami de la maison | 3 aktes           | 26 oktober 1771, Fontainebleau | Jean-François Marmontel, «Le connaisseur»                                                                          |
| 1771        | Zémire et Azor | 4 aktes           | 9 november 1771, Fontainebleau | Jean-François Marmontel, naar Pierre-Claude Nivelle de La Chausée, «Amour par amour»                               |
| 1773        | Le Magnifique | 3 aktes           | 4 maart 1773, Parijs, Comédie-Italienne | Michel-Jean Sedaine, naar Jean de La Fontaine                                                                      |
| 1773        | La Rosière de Salency | 4 aktes           | 23 oktober 1773, Fontainebleau | Alexandre-Frédéric-Jacques Masson de Pezay                                                                         |
| 1773        | Céphale et Procris ou L'Amour conjugal | 3 aktes           | 30 december 1773, Versailles; gereviseerde versie: 2 mei 1775, Parijs, Opéra Garnier | Jean-François Marmontel, naar Ovidius, «Métamorphoses» (Gedaanteverwisselingen)                                    |
| 1775        | La Fausse Magie | 2 aktes           | 1 februari 1775, Parijs, Comédie-Italienne; gerevideerde versie: 9 februari 1775, Parijs, Comédie-Italienne; 2e gerevideerde versie: 18 maart 1776; 3e gerevideerde versie: 8 januari 1778 | Jean-François Marmontel                                                                                            |
| 1776        | Les Mariages samnites [rev] | 3 aktes           | 12 juni 1776, Parijs, Comédie-Italienne; gerevideerde versie: 22 mei 1782 | Barnabé Farmian de Rosoi, naar Jean-François Marmontel                                                             |
| 1776-1778   | Les Statues | 3 aktes           | niet uitgevoerd | Jean-François Marmontel, naar de vertellingen van Duizend-en-één-nacht                                             |
| 1777        | Amour pour amour | 3 divertissements | 10 maart 1777, Versailles | Pierre Laujon |
| 1777        | Matroco | 5 aktes           | 3 november 1777, Parijs, Château du prince de Condé | Pierre Laujon |
| 1778        | Le Jugement de Midas | 3 aktes           | 28 maart 1778, Parijs, Palais royal | T. D’Hèle, naar Kane O'Hara                                                                                        |
| 1778        | Les Trois Âges de l'opéra; ook: Le génie de l’opéra; of: Les trois âges de la musique | proloog           | 27 april 1778, Parijs, Opéra Garnier | Alphone-Marie-Denis Devismes de Saint-Alphonse                                                                     |
| 1778        | Les Fausses apparences ou L'Amant jaloux | 3 aktes           | 20 november 1778, Versailles | T. D'Hèle, naar Susanna Centlivre, «The Wonder, a Woman Keeps a Secret»                                            |
| 1779        | Les Événements imprévus | 3 aktes           | 11 november 1779, Versailles | T. D'Hèle |
| 1779        | Aucassin et Nicolette ou Les Mœurs du bon vieux temps | 4 aktes           | 30 december 1779, Versailles | Jean-Michel Sedaine, naar Jean-Baptiste de la Curne de Sainte-Palaye, «Les Amours du bon vieux tems»               |
| 1780        | Andromaque | 3 aktes           | 6 juni 1780, Parijs, Opéra Garnier | Louis-Guillaume Pitra, naar de tragedie van Jean Racine                                                            |
| 1781        | Emilie ou La Belle Esclave | 1 akte            | 22 februari 1781, Parijs, Opéra Garnier | Nicolas-François Guillard                                                                                          |
| 1781        | Colinette à la cour ou La Double Épreuve | 3 aktes           | 1 januari 1782 Parijs, Opéra Garnier | Jean-Baptiste Lourdet de Santerre, naar Charles-Simon Favart, «Ninette à la cour»                                  |
| 1781-1782   | Électre | 3 aktes           | niet uitgevoerd | Jean-Charles Thilorier, naar Euripides                                                                             |
| 1782        | L'Embarras des richesses | 3 aktes           | 26 november 1782, Parijs, Opéra Garnier | Jean-Baptiste Lourdet de Santerre, naar «Le savetier et le financier» van Léonor Jean Christine Soulas d’Allainval |
| 1782        | Les Colonnes d'Alcide | 1 akte            | niet uitgevoerd | Pitta |
| 1783        | Thalie au nouveau théâtre | proloog           | 28 april 1783, Parijs, Comédie-Italienne | Jean-Michel Sedaine                                                                                                |
| 1783        | La Caravane du Caire | 3 aktes           | 30 oktober 1783, Fontainebleau | Etienne Morel de Chédeville                                                                                        |
| 1784        | Théodore et Paulin | 3 aktes           | 5 maart 1784, Versailles | Pierre-Jean-Baptiste Choudard dit Desforges                                                                        |
| 1784        | L’épreuve villageoise | 2 aktes           | 24 juni 1784, Parijs, Comédie-Italienne | Pierre-Jean-Baptiste Choudard dit Desforges                                                                        |
| 1784        | Richard Cœur-de-lion | 3 aktes           | 21 oktober 1784, Parijs, Comédie-Italienne | Jean-Michel Sedaine                                                                                                |
| 1785        | Panurge dans l'île des lanternes | 3 aktes           | 25 januari 1785, Parijs, Grand Opéra | Etienne Morel de Chédeville, naar François Parfaict                                                                |
| 1785        | Œedipe à Colonne | 3 aktes           | niet uitgevoerd | Nicolas-François Giullard, naar Sophocles                                                                          |
| 1786        | Amphitryon | 3 aktes           | 15 maart 1786, Versailles | Jean-Michel Sedaine, naar Molière                                                                                  |
| 1786        | Le Mariage d'Antonio; in samenwerking met: Angélique-Dorothée-Lucie Grétry |                   | 29 juli 1786, Parijs | |
| 1786        | Les Méprises par ressemblance | 3 aktes           | 7 november 1786, Fontainebleau | Joseph Patrat, naar Titus Maccius Plautus, «Menaechmi»                                                             |
| 1786        | Le Comte d'Albert | 2 aktes           | 13 november 1786, Fontainebleau | Jean-Michel Sedaine, naar Jean de La Fontaine                                                                      |
| 1787        | Toinette et Louis; in samenwerking met: Angélique-Dorothée-Lucie Grétry |                   | 23 maart 1787, Parijs | |
| 1787        | Le Prisonnier anglais | 3 aktes           | 26 december 1787, Parijs, Comédie-Italienne | François Guillaume Fouques, genoemd Desfontaines                                                                   |
| 1788        | Le Rival confident | 2 aktes           | 26 juni 1788, Parijs, Comédie-Italienne | Nicolas-Julien Forgeot                                                                                             |
| 1789        | Raoul Barbe-bleue | 3 aktes           | 2 maart 1789, Parijs, Comédie-Italienne | Jean-Michel Sedaine, naar Charles Perrault                                                                         |
| 1789        | Aspasie | 3 aktes           | 17 maart 1789, Parijs, Opéra Garnier | Etienne Morel de Chédeville                                                                                        |
| 1789-1790   | Pierre le Grand | 4 aktes           | 13 januari 1790, Parijs, Comédie-Italienne | Jean-Nicolas Bouilly, naar Voltaire, «Histoire de Russie sous Pierre le Grand»                                     |
| 1790        | Roger et Olivier; gereviseerde versie van: Les Mariages samnites |                   | niet uitgevoerd | |
| 1791        | Guillaume Tell | 3 aktes           | 9 april 1791, Parijs, Comédie-Italienne | Jean-Michel Sedaine, naar Antoine-Marin Lemierre                                                                   |
| 1792        | Cécile et Ermancé ou Les Deux Couvents | 3 aktes           | 16 januari 1792, Parijs, Comédie-Italienne | Claude-Joseph Rouget de Lisle en Jean-Baptiste-Denis Desprès                                                       |
| 1792        | Basile ou À trompeur, trompeur et demi | 1 akte            | 17 oktober 1792, Parijs, Comédie-Italienne | Jean-Michel Sedaine, naar Miguel de Cervantes Saavedra, «Don Quixote»                                              |
| 1792        | L’officier de fortune | 3 aktes           | | Edmond Guillaume François de Favières                                                                              |
| 1792-1793   | Roger et Olivier | 3 aktes           | | Jean-Marie Souriguère de Saint-Marc, naar «Roger et Victor de Shabran» van Louis d’Ussieux                         |
| 1792-1793   | Séraphine ou Absente et présente | 3 aktes           | niet uitgevoerd | André J. Gretry |
| 1793-1794   | L'Inquisition de Madrid; parodie uit Les Mariages samnites (1776) en Les Deux Couvents (1792); | 3 aktes           | niet uitgevoerd | André J. Grétry |
| 1794        | Le Congrès des rois; (samen met: Henri Montan Berton, Matthieu Frédéric Blasius, Luigi Cherubini, Nicolas-Marie Dalayrac, Prosper-Didier Deshayes, François Devienne, Louis Emmanuel Jadin, Rudolphe Kreutzer, Étienne Nicolas Méhul, Jean-Pierre Solié en Armand-Emmanuel Trial) | 3 aktes           | 26 februari 1794, Parijs, Opéra Comique | Antoine-François Ève, genoemd Desmaillot                                                                           |
| 1794        | Joseph Barra | 1 akte            | 5 juni 1794, Parijs, Opéra Comique | Guillaume-Denis-Thomas Levrier Champ-Rion                                                                          |
| 1794        | Denys le tyran, maître d'école à Corinthe | 1 akte            | 23 augustus 1794, Parijs, Opéra Garnier | Pierre-Sylvain Maréchal                                                                                            |
| 1794        | La fête de la raison; ook: La Rosière républicaine ou La Fête de la vertu; | 1 akte            | 2 september 1794, Parijs, Opéra Garnier | Pierre-Sylvain Maréchal                                                                                            |
| 1794        | Callias ou Nature et patrie | 1 akte            | 19 september 1794, Parijs, Opéra Comique | François-Benoît Hoffman                                                                                            |
| 1794        | Diogène et Alexandre | 3 aktes           | niet uitgevoerd | Pierre-Sylvain Maréchal                                                                                            |
| 1796-1797   | Lisbeth | 3 aktes           | 10 januari 1797, Parijs, Opéra Comique | Edmond Guillaume François de Favières                                                                              |
| 1797        | Anacréon chez Polycrate | 3 aktes           | 17 januari 1797, Parijs, Grand Opéra | Jean Henry Guy |
| 1797        | Le Barbier du village ou Le Revenant; muziek gedeeltelijk parodieert uit: La Rosière républicaine | 1 akte            | 6 mei 1797, Parijs, Théâtre Feydeau | André J. Grétry |
| 1798-1799   | Elisca ou L'Amour maternel; gerevideerde versie: Elisca ou L'Habitante de Madagascar | 3 aktes           | 1 januari 1799, Parijs, Opéra Comique; gerevideerde versie: 5 mei 1812, Parijs, Opéra Comique                                                                                              | Edmond Guillaume François de Favières                                                                              |
| 1801        | Le Casque et les colombes | 1 akte            | 7 november 1801, Parijs, Opéra Garnier | Nicolas-François Guillard                                                                                          |
| 1801        | Zelmar ou L'Asile; ook: Les Abencerages | 2 aktes           | niet uitgevoerd | André J. Grétry |
| 1803        | Delphis et Mopsa; ook: Le Ménage; | 2 aktes           | 15 februari 1803, Parijs, Opéra Garnier | Jean Henry Guy |

#### Toneelmuziek
- 1776 Pygmalion

### Vocale muziek
- 1773 Les caprices (Mon destin auprès de Climène), voor zangstem, harp en piano - tekst: J. F. de Saint-Lambert
- 1775 Air (Doux plaisir, l’Amour te rappelle), voor zangstem en basso continuo
- 1776 Air pour la fête de Mme. P*** (Vous connoissez, mes amis), voor zangstem en basso continuo - tekst: Mars
- 1783 Le marché de Cythère (Savez-vous qu’il tient tous les jours), ode anacréontique, voor zangstem, harp en piano
- 1792 Couplets du Citoyen Patriophile dédiés à nos frères de Paris «Qu’entends-je», voor zangstem en basso continuo
- 1792 Romance du saule (Au pied d’un saule), voor sopraan en orkest (of: piano)
- 1793 Hymne en honneur de Marat et Le pelletier «O Liberté», voor vier zangstemmen - tekst: Charles-Joseph Lœuillard Davrigny
- 1794 Hymne à l’éternel «Je te salue», voor zangstem
- 1796 Aux mânes de son fils Godefroi (De l’Elysée), voor zangstem, harp en piano - tekst: Louis Alexandre Olivier de Corancez
- 1799 Aux mânes de M. E. Joly (Après vingt ans de mariage), voor zangstem - tekst: Etienne Joseph Bernard Delrieu
- 1801 Eloge à Bonaparte «Le plus grand des héros», voor 2 zangstemmen en piano
- 1803 L’éducation de l’Amour (Quand l’Amour déjà plein d’adresse), voor zangstem, harp en piano - tekst: André J. Grétry

### Kamermuziek
- 1774 Sei Quartetti, voor twee violen, altviool en basso continuo - (composti a Roma op. 3)

## Wetenswaardigheden
- In zijn geboortehuis in Luik (Rue des Récollets, 34) werd in 1913 het Grétry Museum ingericht.
- Planetoïde (3280) Grétry werd door F. Rigaux op 17 september 1933 ontdekt en werd naar deze toondichter genoemd.
- Op het bankbiljet van 1000 Belgische frank prijkte de beeltenis van Grétry.
- Zijn opera 'Zémire et Azor' (1771) is gebaseerd op het sprookje van 'De schone en het beest'.

De begintune van het televisieprogramma 'Ontdek je plekje' is de Pantomime uit de balletsuite Zémire et Azor van de componist André-Modeste Grétry.

## Publicaties
- André Ernest Modeste Grétry: Methode de prelude : pour apprendre a preluder en peu temps avec toutes les ressources de l'harmonie, Collection Les Introuvables, Reproduction en facsimile de l'ed. de Paris, Impr. de la Republique, 1803 parue sous le titre: "Methode simple pour apprendre a preluder en peu de temps"., Plan-de-la-Tour: Ed. d'Aujhourd'hui 1980. 95 S.
- André Ernest Modeste Grétry: Memoiren oder Essays über die Musik, Leipzig 1973.